# まむしの兄弟 二人合わせて30犯
『まむしの兄弟 二人合わせて30犯』（まむしのきょうだい ふたりあわせて30ぱん）は、1974年3月1日に公開された日本の映画。製作は東映京都撮影所。菅原文太・川地民夫主演による『まむしの兄弟』シリーズ第7作。監督：工藤栄一。
封切り時の同時上映作品は『女囚やくざ』（監督：篠塚正秀、脚本：松本功、主演：堀越陽子）。

## ストーリー
20回目の懲役を終え、大阪刑務所を出たゴロ政だったが、いつも出迎えてくれるはずの弟分・勝（かつ）の姿がなかった。その際に映画撮影の現場を本当の誘拐事件の発生と勘違いした政は遅れてやって来た勝とともに大暴れし、揃って堺北警察署に連行される。釈放後、神戸・新開地に戻った2人は、女泥棒・ジュンを暴漢たちから救う。暴漢は最近新開地を牛耳るようになった加賀組の組員たちであった。組員たちに返り討ちに遭った政と勝は腹いせに、加賀組が経営しているキャバレー「ハレム」に乗り込み、ポリ袋にためた糞尿を撒き散らす騒ぎを起こして組員たちに捕らえられる。縛られて神戸港に沈められそうになった2人は、ジュンに救出される。こうして政と勝に恩を売ったジュンは、2人と「五分の兄弟分」を任じ、サラリーマンの依頼を受け、ストレス解消のために路上で上司を殴り飛ばすサービスを創業し、2人を使って大儲けをする。
怒りの収まらない加賀組組長・加賀は、上位団体・神龍会幹部で兄弟分の塚本とともに「まむし退治」に乗り出す。暴力沙汰を好まない塚本は、ある計略を加賀に吹き込む。ある日、加賀と塚本は、本間と名乗る男を連れて政と勝の前に現れる。芦屋在住の資産家・尾澤家の顧問弁護士である本間は、孤児院育ちで生い立ちのわからなかった勝の出生名が「尾澤勝彦」であり、尾澤家の資産相続人であることが判明した、と告げる。これは塚本による、彼の債務者である会社社長・尾澤宗夫と組んだ財産乗っ取りの計略であり、本物の尾澤勝彦は戦後の混乱の中、旧外地で行方不明になっていた。
勝は政を伴って尾澤邸をたずね、母だと紹介された宗夫のおば・弥生と会うが、弥生は「余命わずかの病気」のために失明していた。実は弥生は塚本子飼いの医師によって毒薬入りの食事で弱らされていたのだが、そのような裏を知らない政や勝は純真に弥生を案じ、新開地の室内釣り堀から大量のウナギを強奪する。弥生は毎日ウナギ料理を食べさせられたことで視力を回復し、健康を取り戻していく。政は勝の頼みで尾澤邸に入り浸っていたものの、弥生が回復したことに焦った本間から「勝彦くんの将来のために、あなたはここにいるべきではない」と助言を受け、わざと勝を殴り、尾澤邸を去る。
やがて塚本と本間は、子飼いの医師を使って弥生を薬殺しようとするが、勝がそれを見つけ、ともに逃げ出す。勝は弥生を連れ、政のいる新開地のねぐらに戻る。弥生奪還のためにやって来た組員たちを政と勝が引きつけている間、ジュンは街のチンピラ・才八と東吉とともに自動車を盗んで郊外のモーテルに弥生をかくまう。
組員たちは政と勝を捕らえて「ハレム」に監禁し、すべての真相を明かす。弥生は勝彦を探し出し、連れてくることを条件に「遺産を勝彦に譲り渡す」とした遺言状を書き、本間に託していた。怒り狂った2人は隠し持っていた灯油を撒いて脅迫し、遺言状入りの封筒を奪い、手を引くことを飲ませる。実はその封筒の中身は「ハレム」の発行する催事の招待状で、本物は加賀組の事務所にあったが、字の読めない2人にはわからなかった。
才八と東吉が組員たちに見つかり、拷問を受けて弥生の居場所を吐いたため、モーテルが加賀組に襲われ、ジュンは刺殺される。そこへ駆け付けた政と勝が弥生を救出する。ジュンのかたきを討つため、2人は加賀組の事務所に殴り込み、組員たちを一網打尽にした。警官隊に囲まれた2人はふたたびシャバを去ることになった。

## キャスト
- 政太郎（ゴロ政）：菅原文太
- 勝次（不死身の勝）：川地民夫
- ジュン：東三千
- 尾澤弥生：三宅くにこ
- 浅川みゆき（役者）：松平純子
- 洋子（新開地の女）：女屋実和子
- 花江（新開地の女）：三島ゆり子

- 吉川（加賀組幹部）：北村英三
- 谷岡（加賀組幹部）：有川正治
- 才八（新開地のチンピラ）：広瀬義宣
- 汐路（路上で殴られる商社の営業部長）：汐路章
- 医者：西山嘉孝
- タクシーの運転手：平参平
- 加賀組組員：丘路千
- 刑事：国一太郎
- 婦人警官：藤ひろ子
- 尾澤恵子（宗男の妻）：松村康世
- 若倉浩一（役者）：成瀬正孝
- 役者：大木晤郎
- 尾澤宗夫[1]（弥生の甥・貿易会社社長）：不破潤
- あや（尾澤家の女中）：東竜子
- 尾澤敏彦（弥生の養孫）：道井和仁
- 加賀組組員：片桐竜次、福本清三
- 神龍会組員：笹木俊志、木谷邦臣
- 東吉（新開地のチンピラ）：奈辺悟
- 看護婦：丸平峰子
- 刑事：川谷拓三
- 撮影スタッフ：前川良三
- 加賀組組員：司裕介
- ハレム支配人：小坂和之
- 営業部員（リンチの依頼者）：池田謙治、有田剛一
- 釣り堀の番頭：熊谷武
- 留置場の警官：山下義明

- 塚本（神龍会幹部）：渡辺文雄
- 本間忠雄（弁護士）：菅貫太郎
- 加賀（加賀組組長）：成田三樹夫

## スタッフ
- 監督：工藤栄一
- 企画：橋本慶一
- 脚本：鴨井達比古
- 撮影：わし尾元也
- 照明：中山治雄
- 録音：荒川輝彦
- 美術：井川徳道
- 音楽：広瀬健次郎
- 編集：宮本信太郎

- 助監督：牧口雄二
- 記録：田中美佐江
- 装置：近藤幸一
- 装飾：西田忠男
- 美粧結髪：東和美粧
- スチール：諸角良男
- 演技事務：西秋節生
- 衣裳：山崎武
- 擬斗：上野隆三
- 進行主任：大岸誠

## 製作
- 1974年1月16、17日にあった東映編成会議でのタイトルは『まむしの兄弟 鉄格子が待ってるぜ』であった[2]。
- 本作監督の工藤栄一が、冒頭のシーンで映画を撮影する監督役で出演している（クレジットなし）。
- 1972年のヒット曲『赤色エレジー』（作詞：あがた森魚、作曲：八洲秀章）をインストゥルメンタルに編曲したものがメインテーマに用いられている。また、作中の登場人物が同曲を口ずさむシーンが複数ある。